# Туркало Ярослав Костевич
Яросла́в Костянти́нович Ту́ркало  (англ. Yaroslav  K. Turkalo; 21 червня 1924, Київ — 24 квітня 2009 Нью-Гейвен) — доктор медицини, лікар (хірург) і письменник, дослідник історії родом з Києва, жив у США; син Костя Туркала.

## Життєпис
Ярослав К. Туркало народився 21 червня 1924 в м. Києві в родині відомого громадсько-політичного діяча і члена Центральної Ради Костя Туркала (1982—1979). 1941 року Ярослав Туркало закінчив 128-му київську школу. Зазнав переслідувань з боку совєтської влади і на харківському процесі «Спілки визвольнення України» (1930) був засуджений на 3 роки суворої ізоляції. Кость Туркало був інженером-хіміком, науковим співробітником ВУАН і редактором технічного відділу «Інституту української наукової мови» (1922—1929).
У 1943 році Ярослав Туркало вступив на медичний факультет Віденського університету, але вже з наступного року продовжив навчання в Бельгійському місті Лювені. Закінчив навчання у 1950 році Туркало переїхав до США, де одразу був призваний лікарем в американську армію. Відслужив дворічний термін лікарем на одному з кораблів, що базувалися в Середземному морі. Туркало не залишить війська, працюючи в Національній Гвардії (1980—1990), дослужився до рангу полковника Американської армії.
1960 року Туркало з родиною переїхав до Коннектикута, де мав медичну практику в Нью-Гейвені. Оселилася родина у невеликому містечку Оранж.
Доктор Ярослав Туркало — відомий український лікар-хірург, член «Українського Лікарського Товариства Північної Америки», дослідник історії. Є автором книжки «Нарис історії Вселенських соборів. 325—787» (Нью-Гейвен-Брюссель, 1974), підготував український «Курс загальної хірургії» у 10 томах — унікальний в українській медичній літературі, який чекає свого видання. Репортажі з подорожей (зокрема по Близькому Сходу). Ярослав Туркало був заступником голови парафіяльної управи Свято-Троїцького храму та очолював статутову комісію під час приєднання до Київського Патріархату.
Похоронні відправи відбулися 27 квітня 2009 року в Українській Православній Церкві св. Трійці Бріджпорт, Коннектикут, США. Похований 28 квітня 2009 року на православному цвинтарі св. Андрія Первозванного в Бавдн-Бруку, США.

## Сім'я
Одружений, дружина Лада Ветухів, дочка Михайла Ветухіва. Повінчалися та Лада Ярослав 1952 року в Свято-Володимирському соборі Нью-Йорка. Ярослав Туркало має сина Марка (1959) й доньку Наталію (Тасю) (1966).